# Panini (dal)
A Panini Lil Nas X amerikai rapper második kislemeze, amely szerepelt 7 (2019) című középlemezén és 2019. június 20-án jelent meg a Columbia Records kiadón keresztül. A dalt Lil Nas X, David Biral, Denzel Baptiste és Oladipo Omishore szerezte (Kurt Cobain is meg van nevezve szerzőként), illetve a Take a Daytrip volt a producere.
Mike Diva rendezte a videóklipet, amelynek főszereplője Skai Jackson volt és 2019. szeptember 5-én jelent meg. 2019. szeptember 13-án megjelent egy remix a dalhoz, DaBaby közreműködésével.

## Háttér
A Paninit a Columbia Records adta ki, mint Lil Nas X második kislemeze, 2019. június 20-án, egy nappal a 7 megjelenése előtt. Több magazin is megjegyezte, hogy a dal refrénje feldolgozza a Kurt Cobain által szerzett In Bloom dalt, a Nirvana 1991-es Nevermind albumáról. Lil Nas X azt nyilatkozta, hogy a két dal hangzása közötti hasonlóság véletlen volt, illetve, hogy nem ismerte részletesen az együttes munkásságát a Panini felvételének idején. Ennek ellenére később megköszönte Cobain lányának, Frances Bean Cobainnek, hogy felhasználhatta a dalt. A Panini egy azonos nevű, kitalált macska-nyúl keverékről szól, a Chowder című animációs sorozatból. F-mollban van szerezve és szintetizátorokra épül.

## Fogadtatás
Beatriz da Costa (Vibe) azt írta, hogy a dal olyan érzést, mintha „Travis Scott slágereinek távoli unokatestvére lenne,” illetve azt mondta, hogy „rövid és élvezhető.” Rosalind Faulkner (NPR) úgy érezte, hogy Lil Nas X ezzel bebizonyította, hogy „több lehet, mint egy egyslágeres előadó.”

### Díjak és jelölések
| Év   | Díjátadó        | Kategória                      | Eredmény | For.   |
| ---- | --------------- | ------------------------------ | -------- | ------ |
| 2020 | 62. Grammy-gála | Legjobb rap/ének együttműködés | Jelölve  | [ 11 ] |

## Videóklip
Mike Diva rendezte a Panini videóklipjét, a főszereplője pedig Skai Jackson. A 2019. szeptember 5-én megjelent videóban a színésznő látható, ahogy menekül Lil Nas X és robotok elől, egy jövőbeli Tokióban. Szerepelnek a videóban hologramok és repülő autók is.
Tom Breihan (Stereogum) az 1982-es Szárnyas fejvadász film képvilágához hasonlította, azt írva, hogy egy „rövid paródiája, hogy milyen egy elmenekülhetetlen dallal rendelkezni és, hogy milyen amikor másoknak is kell élnie ezzel a jelenléttel.” Kristin Corry (Vice) ugyanígy megjegyezte, hogy a videó metaforikus, mert hasonló az Old Town Road nyári sikeréhez. Zoe Haylock (Vulture) méltatta a klipet, kiemelve, hogy művészeti oldala és speciális effektjei megérdemelnek egy „Oscar-díjat? Nobel-díjat?”

## Közreműködők
- Lil Nas X – vokál, dalszerző
- Take a Daytrip
  - David Biral – producer, dalszerző
  - Denzel Baptiste – felvétel, producer, dalszerző
- Dot da Genius – co-producer, dalszerző
- Kurt Cobain – dalszerző
- Thomas Cullison – asszisztens hangmérnök
- Denzel Baptiste – felvétel
- DJ Swivel – keverés
- Colin Leonard – master
- DaBaby – vokál, dalszerző (remix)

## Slágerlisták

### Eredeti
| Slágerlista (2019–2020)                    | Legmagasabb pozíció |
| ------------------------------------------ | ------------------- |
| Ausztrália (ARIA)                          | 15                  |
| Ausztria (Ö3 Austria Top 40)               | 55                  |
| Belgium (Ultratop 50 Flanders)             | 38                  |
| Belgium (Ultratip Wallonia)                | 4                   |
| Brit kislemezlista (OCC)                   | 21                  |
| Csehország (Singles Digitál Top 100)       | 26                  |
| Dánia (Tracklisten)                        | 28                  |
| Észtország (Eesti Ekspress)                | 11                  |
| Franciaország (SNEP)                       | 93                  |
| Greece International Digital (IFPI Greece) | 6                   |
| Hollandia (Single Top 100)                 | 45                  |
| Izland (Tonlist)                           | 28                  |
| Írország (IRMA)                            | 18                  |
| Kanada (Canadian Hot 100)                  | 8                   |
| Kanada CHR/Top 40 (Billboard)              | 39                  |
| Lettország (LAIPA)                         | 7                   |
| Litvánia (AGATA)                           | 8                   |
| Magyarország Stream Top 40 (MAHASZ)        | 11                  |
| Németország (Official German Charts)       | 85                  |
| Norvégia (VG-lista)                        | 26                  |
| Portugália (AFP)                           | 23                  |
| Románia (Airplay 100)                      | 74                  |
| Skócia (OCC)                               | 66                  |
| Svájc (Schweizer Hitparade)                | 41                  |
| Svédország (Sverigetopplistan)             | 42                  |
| Szingapúr (RIAS)                           | 21                  |
| Szlovákia (Singles Digitál Top 100)        | 12                  |
| US Billboard Hot 100                       | 5                   |
| US Dance/Mix Show Airplay (Billboard)      | 10                  |
| US Hot R&B/Hip-Hop Songs (Billboard)       | 2                   |
| US Mainstream Top 40 (Billboard)           | 6                   |
| US Rhythmic (Billboard)                    | 1                   |
| US Rolling Stone Top 100                   | 2                   |
| Új-Zéland (Recorded Music NZ)              | 14                  |

| Év   | Slágerlista                          | Pozíció |
| ---- | ------------------------------------ | ------- |
| 2019 | Ausztrália (ARIA)                    | 77      |
| 2019 | Kanada (Canadian Hot 100)            | 40      |
| 2019 | Lettország (LAIPA)                   | 36      |
| 2019 | Portugália (AFP)                     | 98      |
| 2019 | US Billboard Hot 100                 | 40      |
| 2019 | US Hot R&B/Hip-Hop Songs (Billboard) | 20      |
| 2019 | US Rhythmic (Billboard)              | 28      |
| 2019 | US Rolling Stone Top 100             | 23      |
| 2020 | US Billboard Hot 100                 | 71      |
| 2020 | US Hot R&B/Hip-Hop Songs (Billboard) | 52      |
| 2020 | US Pop Songs (Billboard)             | 37      |

### DaBaby Remix
| Slágerlista (2019)             | Legmagasabb pozíció |
| ------------------------------ | ------------------- |
| New Zealand Hot Singles (RMNZ) | 14                  |

## Minősítések
| Régió                        | Minősítés  | Példányszám |
| ---------------------------- | ---------- | ----------- |
| Ausztrália (ARIA)            | 2× Platina | 140,000     |
| Belgium (BEA)                | Arany      | 20,000      |
| Brazília (Pro-Música Brasil) | Gyémánt    | 160,000     |
| Kanada (Music Canada)        | 4× Platina | 320,000     |
| Dánia (IFPI Danmark)         | Arany      | 45,000      |
| Franciaország (SNEP)         | Arany      | 100,000     |
| Olaszország (FIMI)           | Arany      | 35,000      |
| Mexikó (AMPROFON)            | Arany      | 30,000      |
| Új-Zéland (RMNZ)             | Arany      | 15,000      |
| Lengyelország (ZPAV)         | Platina    | 20,000      |
| Portugália (AFP)             | Platina    | 10,000      |
| Svájc (IFPI Switzerland)     | Arany      | 10,000      |
| Egyesült Királyság (BPI)     | Platina    | 600,000     |
| Egyesült Államok (RIAA)      | 6× Platina | 6,000,000   |

## Kiadások
| Régió            | Dátum            | Formátum                         | Kiadó    | For.   |
| ---------------- | ---------------- | -------------------------------- | -------- | ------ |
| Világszerte      | 2019. június 20. | - digitális letöltés - streaming | Columbia | [ 1 ]  |
| Egyesült Államok | 2019. július 2.  | ritmikus kortársrádió            | Columbia | [ 73 ] |
| Egyesült Államok | 2019. július 9.  | kortárs slágerrádió              | Columbia | [ 74 ] |
| Egyesült Államok | 2019. október 7. | felnőtt kortárs slágerrádió      | Columbia | [ 75 ] |